# Martin Lessard
Pour les articles homonymes, voir Lessard.
Œuvres principales
- Terre sans mal
- Durée d’oscillation variable
- Les Saisons de l'Indépendance

Martin Lessard, né le 11 novembre 1971 à Québec et mort le 9 août 2018, était un écrivain de science-fiction québécois.

## Biographie
Martin Lessard est né à Québec le 11 novembre 1971. Il est décédé le 9 août 2018.  
Après un cycle universitaire qui le mène de l’éducation physique à l’histoire en passant par la biomécanique, il enseigne une douzaine d’années avant de s’adonner à l’écriture. Son premier texte paraît en 2009 dans Brins d'éternité. Plusieurs autres suivent, dans diverses revues québécoises et françaises, dont Asile, Géante Rouge et Galaxies. Terre sans mal, son premier roman, paraît aux éditions Denoël en 2011. 
Sélection du prix Planète SF des blogueurs et finaliste du prix Rosny aîné 2014 pour sa nouvelle éponyme, le recueil Durée d’oscillation variable est publié chez Long Shu Publishing en 2013, puis réédité chez Multivers en 2015. Sa nouvelle Vingt fois sur l’émotion remettez votre ouvrage (Galaxies n° 27) est elle aussi finaliste du prix Rosny aîné, en 2015. Un second roman, Les Saisons de l’indépendance, paraît ensuite aux éditions Ad Astra en 2016. La même année, la revue Géante Rouge lui consacre son numéro 24 dans un dossier, Per aspera as astra, incluant une nouvelle inédite, CJ, Myself & I, et un entretien : Écrire, c’est pratiquer la patience.

## Œuvres

### Romans
- Terre sans mal. Roman. Paris : Denoël, Hors collection série littérature, 2011[4].
- Les Saisons de l'indépendance. Roman. Rennes : Ad Astra, Ad-Ventures, 2016[5].

### Recueils
- Durée d’oscillation variable. Recueil. Bagnères-de-Bigorre : Long Shu Publishing, Dernières nouvelles du futur, 2013[6].
  - Réédité à Bruxelles : Multivers, Science-fiction, 2015[7].

### Nouvelles
- Cornemuse en intraveineuse, dans Brins d’éternité n° 24, 2009.
- E=mc², dans Asile n° 2, 2010.
- Poussières, dans Asile n° 2, 2010. [cadavre exquis]
- Julien un jour…, dans Brins d’éternité n° 26, 2010.
  - Repris dans Dix ans d’éternité, Les Six Brumes, 2014.
- Je me souviens, dans Asile n° 3, 2010.
- Eaux pour haut, dans Asile n° 3, 2010. [cadavre exquis]
- Clause 207.1, dans Géante Rouge n° 18, 2010.
  - Repris dans Galaxies n° 13/55, 2011.
- L’âme sœur, dans Brins d’éternité n° 28, 2011.
- L’expert, dans Asile n° 5, 2011.
  - Repris dans Géante Rouge n° 20, 2012.
- Surprise d’auteurs !, dans Asile n° 5, 2011. [cadavre exquis]
- À la face du monde, dans Autobus 64 Nord n° 4, 2012.
  - Repris dans Durée d’oscillation variable, Long Shu Publishing, 2013.
  - Repris dans Durée d’oscillation variable, Multivers, 2015.
- Rêves de rédemption, dans Brins d’éternité n° 32, 2012.
- I Remember, dans Durée d’oscillation variable, Long Shu Publishing, 2013.
  - Repris dans Durée d’oscillation variable, Multivers, 2015.
- Durée d’oscillation variable, dans Durée d’oscillation variable, Long Shu Publishing, 2013.
  - Repris dans Les Finalistes du prix Rosny aîné, Armada, 2014.
  - Repris dans Durée d’oscillation variable, Multivers, 2015.
- Le choix, dans Durée d’oscillation variable, Long Shu Publishing, 2013.
  - Repris dans Durée d’oscillation variable, Multivers, 2015.
- Expert à l’appui, dans Durée d’oscillation variable, Long Shu Publishing, 2013.
  - Repris dans Durée d’oscillation variable, Multivers, 2015.
- Le Bonhomme vient à sept heures, dans Durée d’oscillation variable, Long Shu Publishing, 2013.
  - Repris dans Durée d’oscillation variable, Multivers, 2015.
- Compendieux, dans Durée d’oscillation variable, Long Shu Publishing, 2013.
  - Repris dans Durée d’oscillation variable, Multivers, 2015.
- Sur le chemin du bercail, dans Durée d’oscillation variable, Long Shu Publishing, 2013.
- Le son de la vie, dans Durée d’oscillation variable, Long Shu Publishing, 2013.
  - Repris dans Durée d’oscillation variable, Multivers, 2015.
- Mon cinéma, dans Durée d’oscillation variable, Long Shu Publishing, 2013.
  - Repris dans Durée d’oscillation variable, Multivers, 2015.
- Psychédélique affection, dans Durée d’oscillation variable, Long Shu Publishing, 2013.
  - Repris dans Durée d’oscillation variable, Multivers, 2015.
- Vingt fois sur l’émotion remettez votre ouvrage, dans Galaxies n° 27/69, 2014.
  - Repris dans Durée d’oscillation variable, Multivers, 2015.
  - Repris dans Les Finalistes du prix Rosny aîné, Armada, 2015.
- Relation Terre-fille, dans Géante Rouge n° 22, 2014.
- Pragmatisme, dans Géante Rouge n° 22, 2014.
- Le Rail, dans Durée d’oscillation variable, Multivers, 2015.
- Disparition complète, dans Géante Rouge n° 23, 2015.
- Campos, dans Géante Rouge n° 24, 2016.
- CJ, Myself & I, dans Géante Rouge n° 24, 2016.
- Faits alternatifs 2.0, dans Galaxies n° 50/92, 2017.

## Mentions
- 2011 : sélection prix Orange du livre pour Terre sans mal[8].
- 2012 : sélection prix Bob-Morane pour Clause 207.1[9].
- 2013 : finaliste prix Pépin pour Relation Terre-fille[10].
- 2014 : finaliste prix Pépin pour Pragmatisme.
- 2014 : sélection prix Planète SF des blogueurs pour Durée d’oscillation variable[11].
- 2014 : finaliste prix Rosny aîné pour Durée d’oscillation variable[12].
- 2015 : accessit prix Pépin pour Disparition complète.
- 2015 : finaliste prix Rosny aîné pour Vingt fois sur l’émotion remettez votre ouvrage[13].
- 2016 : finaliste prix Pépin pour Campos.